# Tangaloa Tamapo'uli'alamafoa
Según la mitología tongana, especialmente en el entorno de la isla de 'Ata, el dios Tangaloa Tamapo'uli'alamafoa, hijo de Tangaloa es el rey de los cielos. Él sería quien ordenó (a través de todos sus hermanos : Tangaloa 'Eiki, Tangaloa Tufunga y Tangaloa 'Atulongolongo) al semidios Laufakana'a a convertirse en gobernante de esa isla.
Según otras fuentes, Tangaloa 'Eiki era el dios primigenio y Tangaloa Tamapo'uli'alamafoa, Tangaloa 'Eitumātupu'a, Tangaloa 'Atulongolongo y Tangaloa Tufunga  serían su descendencia.